# SN 2008ck
SN 2008ck – supernowa typu Ia odkryta 27 kwietnia 2008 roku w galaktyce A152242+3022. W momencie odkrycia miała maksymalną jasność 19,30m.